# Ditshukudu
Ditshukudu est une ville du Botswana.